# Laeliinae
In der Subtribus Laeliinae ist eine Gruppe von 45 Gattungen aus der Familie der Orchideen (Orchidaceae) zusammengefasst. Sie sind ausschließlich im tropischen Amerika verbreitet und stellen dort mit etwa 2000 Arten einen wichtigen Teil der Orchideen-Flora. Die meisten Arten wachsen epiphytisch und sind mit ledrigen Blättern und Pseudobulben als Speicherorgane an periodische Trockenzeiten angepasst. In dieser Subtribus stehen einige der am häufigsten kultivierten Orchideen mit großen, farbigen Blüten, etwa aus den Gattungen Cattleya, Laelia oder Sophronitis.

## Beschreibung
Die hier versammelten Arten sind ausdauernde, meist immergrüne Pflanzen, die epiphytisch oder seltener terrestrisch leben. Die einzelnen Sprosse stehen entlang eines Rhizoms und haben ein begrenztes Wachstum. Der Spross ist entweder langgestreckt und erinnert an einen Bambus-Halm oder ist zu Pseudobulben verdickt, diese bestehen meist aus mehreren Internodien. Die Wurzeln sind von einem Velamen umgeben. Die Blätter stehen zweizeilig oder endständig am Spross, sie sind in der Knospe längs der Mittelrippe gefaltet und besitzen normalerweise ein Trenngewebe an der Basis. Der Blütenstand steht oft endständig an den Sprossen, Zahl, Größe und Form der Blüten sind sehr variabel. Die Säule ist oft geflügelt, das Staubblatt steht an ihrem Ende und ist oft gegenüber der Säulenachse herabgebogen.
Die Zahl der Pollinien beträgt häufig acht, bei einigen Arten zwölf, bei anderen sind sie bis auf vier oder zwei reduziert. Die Pollinien haben eine charakteristische, seitlich zusammengedrückte Form. Sie werden deutlich von Stielchen, die aus Antheren-Gewebe produziert werden, (Caudiculae) zusammengehalten und können mit einer Klebscheibe (Viscidium) verbunden sein. Die Narbe besteht aus nur einer Fläche.
Die Chromosomenzahl beträgt meist 2n=40, Abweichungen nach unten (2n=24, 2n=38) oder oben (2n=42, 2n=56) sind möglich.

## Verbreitung
Die Laeliinae sind ausschließlich im tropischen Amerika verbreitet, von Mexiko und der Südspitze Floridas im Norden bis nach Brasilien, Paraguay und Argentinien im Süden.

## Systematik
Frühere systematische Konzepte orientierten sich meist an der Zahl der Pollinien: die Gattungsgrenzen wurden so gezogen, dass eine einheitliche Zahl innerhalb jeder Gattung vorkam. Weitere morphologische Merkmale, die zur Abgrenzung herangezogen wurden, waren der Grad der Verwachsung von Lippe und Säule sowie das Vorhandensein eines Säulenfußes.
Neuere Untersuchungen haben nicht nur die verwandtschaftliche Gruppierung der Gattungen verändert, sondern in einigen Fällen auch die Umgrenzung der Gattungen verschoben.
Die Gattungen Dilomilis und Neocogniauxia sind näher mit den Pleurothallidinae verwandt und nicht mehr in der Subtribus Laeliinae zu finden. Ponera, Helleriella und Isochilus werden ebenfalls nicht mehr hierher gestellt und formen die Subtribus Ponerinae. Die Gattung Meiracyllium hingegen wurde aus ihrer eigenen Subtribus Meiracylliinae wieder zu den Laeliinae versetzt, ebenso Arpophyllum (Arpophylliinae). In diesem Umfang ist die Subtribus Laeliinae monophyletisch. Schwestergruppe sind die Pleurothallidinae, die weitere Verwandtschaft wird in der neotropischen Tribus Epidendreae zusammengefasst.
Folgende Gattungen werden zu den Laeliinae gezählt:   
- Acrorchis Dressler, eine Art
- Adamantinia Van den Berg & C.N.Gonç., eine Art
- Alamania La Llave & Lex., eine Art
- Arpophyllum La Llave & Lex., vier Arten
- Artorima Dressler & G.E.Pollard, eine Art
- Barkeria Knowles & Westc., 15 Arten
  - Syn. Dothilophis Raf.
- Brassavola R.Br., 20 Arten
- Broughtonia R.Br., 6 Arten
  - Syn. Cattleyopsis Lem., Laeliopsis Lindl.
- Cattleya Lindl., 45 Arten
  - Syn. Maelenia Dum.
- Cattleyella Van den Berg & M.W.Chase, eine Art
  - Syn. Schluckebieria Braem
- Caularthron Raf., vier Arten
  - Syn. Diacrium (Lindl.) Benth., Dothilophis Raf.
- Constantia Barb.Rodr., 5 Arten
- Dimerandra Schltr., eine Art
- Dinema Lindl., eine Art
- Domingoa Schltr., 5 Arten
  - Syn. Hartwegia Lindl., Nageliella L.O.Williams
- Encyclia Hook., 120 Arten
- Epidendrum L., 1500 Arten
  - Syn. Amblostoma Scheidw., Amblystoma Kuntze, Amphiglottis Salisb., Amphiglottium (Salisb.) Lindl. ex Stein, Auliza Salisb., Auliza Salisb. ex Small, Aulizeum Lindl. ex Stein, Coilostylis Raf., Didothion Raf., Diothonea Lindl., Epidanthus L.O.Williams, Epidendropsis Garay & Dunst., Gastropodium Lindl., Hemiscleria Lindl., Kalopternix Garay & Dunst., Lanium (Lindl.) Benth., Larnandra Raf., Minicolumna Brieger, Nanodes Lindl., Neohlemannia Kraenzl., Neowilliamsia Garay, Nyctosma Raf., Oerstedella Rchb.f., Physinga Lindl., Pleuranthium (Rchb.f.) Benth., Pseudepidendrum Rchb.f., Psilanthemum Klotszch ex Stein, Seraphyta Fisch. & C.A.Mey., Spathiger Small, Spathium Lindl. ex Stein, Stenoglossum Kunth, Tritelandra Raf.
- Guarianthe Dressler & W.E.Higgins, 4 Arten
- Hagsatera R.González, 2 Arten
- Homalopetalum Rolfe, 7 Arten
  - Syn. Pinelia Lindl., Pinelianthe Rauschert
- Isabelia Barb.Rodr., 3 Arten
  - Syn. Neolauchea Kraenzl., Sophronitella Schltr.
- Jacquiniella Schltr., 11 Arten
  - Syn. Dressleriella Brieger, Briegeria Senghas
- Laelia Lindl., 25 Arten
  - Syn. Amalia Lindl., Amalias Hofmsgg., Schomburgkia Lindl.
- Leptotes Lindl., 5 Arten
- Loefgrenianthus Hoehne, eine Art
- Meiracyllium Rchb.f., 2 Arten
- Microepidendrum Brieger ex W.E.Higgins, eine Art
- Myrmecophila Rolfe, 10 Arten
- Nidema Britton & Millsp., 2 Arten
- Oestlundia W.E.Higgins, 4 Arten
- Orleanesia Barb.Rodr., 11 Arten
- Prosthechea Knowles & Westc., 100 Arten
  - Syn. Epithecium Knowles & Westc., Hormidium Heynh., Anacheilium Hoffmgg., Euchile (Dressler & G.E.Pollard) Withner, Pseudencyclia Chiron & V.P.Castro, Panarica Withner & P.A.Harding, Pollardia Withner & P.A.Harding
- Pseudolaelia Porto & Brade, 10 Arten
  - Syn. Renata Ruschi
- Psychilis Raf., 15 Arten
- Pygmaeorchis Brade, 2 Arten
- Quisqueya Dod, 4 Arten
- Rhyncholaelia Schltr., 2 Arten
- Scaphyglottis Poepp. & Endl., 60 Arten
  - Syn. Hexisea Lindl., Cladobium Lindl., Hexadesmia Brongn., Tetragamestus Rchb.f., Reichenbachanthus Barb.Rodr., Fractiungis Schltr., Leaoa Schltr. & Porto, Pachystele Schltr., Costaricaea Schltr., Ramonia Schltr., Platyglottis L.O.Williams
- Sophronitis Lindl., 61 Arten
  - Syn. Sophronia Lindl., Lophoglottis Raf., Hoffmannseggella H.G.Jones, Hadrolaelia (Schltr.) Chiron & V.P.Castro, Dungsia Chiron & V.P.Castro, Microlaelia (Schltr.) Chiron & V.P.Castro, Chironiella Braem, Brasilaelia Campacci
- Tetramicra Lindl., 13 Arten

## Belege
- Cássio van den Berg et al. (2000): A phylogenetic analysis of Laeliinae (Orchidaceae) based on sequence data from internal transcribed spacers (ITS) of nuclear ribosomal DNA. Lindleyana 15(2): 96–114. (PDF)
- Cássio van den Berg et al. (2005): An overview of the phylogenetic relationships within Epidendreae inferred from multiple DNA regions and recircumsription of Epidendreae and Arethuseae (Orchidaceae). American Journal of Botany 92(4): 613–624. (PDF)
- Cássio van den Berg, Mark W. Chase (2004): A reappraisal of Laeliinae: Taxonomic history, phylogeny and new generic alliances. Orchid Digest 4:2004 221–225 (PDF)
- Robert L. Dressler (1993): Phylogeny and Classification of the Orchid Family. S. 192. Cambridge University Press, ISBN 0-521-45058-6